# 大事忍男神

神産み神話（イザナギ・イザナミが生んだ神々）

大事忍男神（おおごとおしおのかみ／おほごとおしをのかみ）は、日本神話に登場する神である。

## 概要
古事記で、イザナギとイザナミが国産みを終えて神産みの最初に産んだ神である。
『古事記伝』は、大事忍男神は熊野本宮大社に祭られる事解之男神のことであり、本来は黄泉から帰還したイザナギの禊祓に現れるべき神を誤って神産みの最初に入れてしまったのであろうと解釈している。